# Lycaena rauparaha
Lycaena rauparaha är en fjärilsart som beskrevs av Richard William Fereday 1877. Lycaena rauparaha ingår i släktet Lycaena och familjen juvelvingar. Inga underarter finns listade i Catalogue of Life.